# Shuar

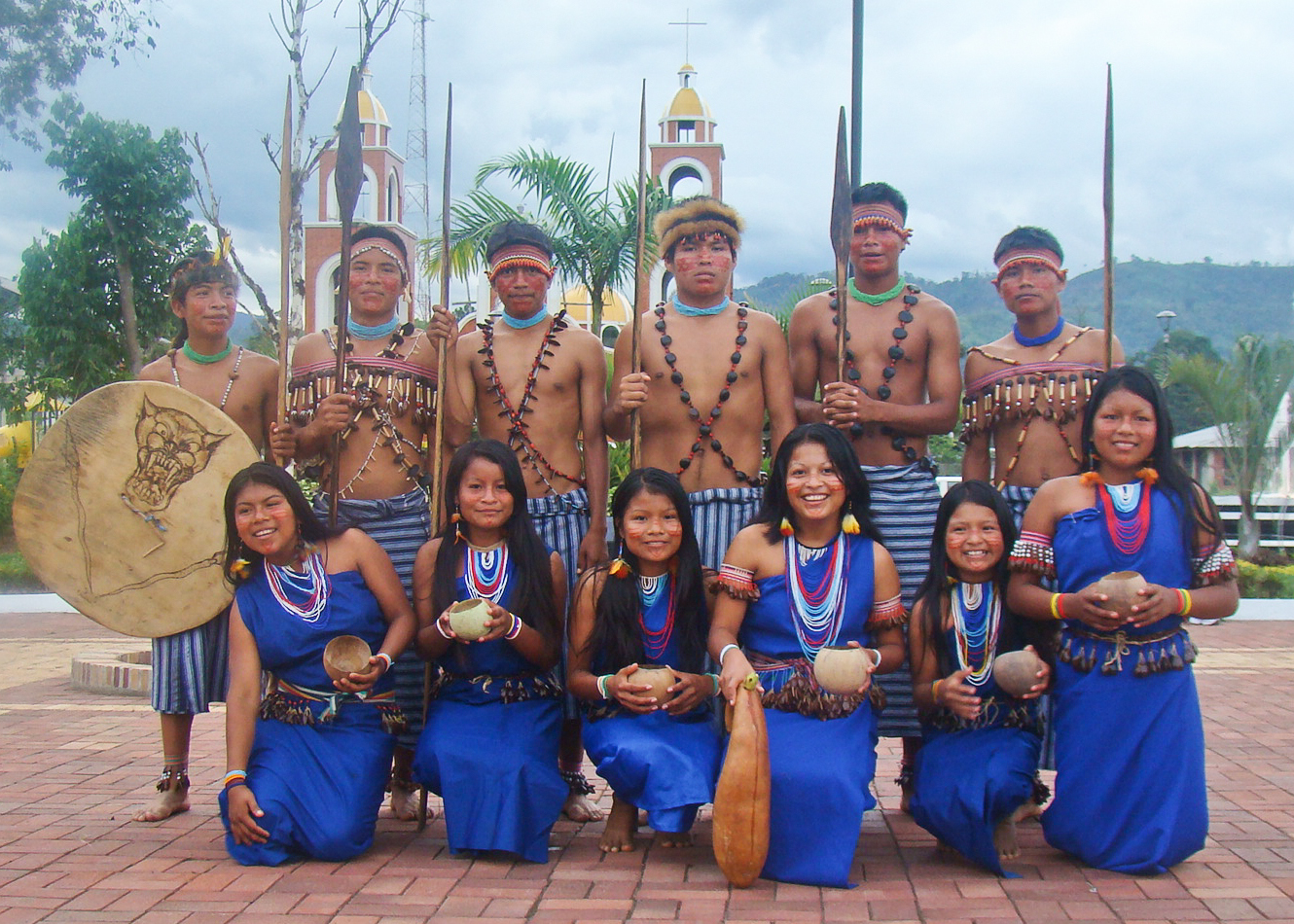
Obwohl bereits sehr viele Shuar weitgehend akkulturiert sind, zeigen sie sich bei Festen gern traditionell

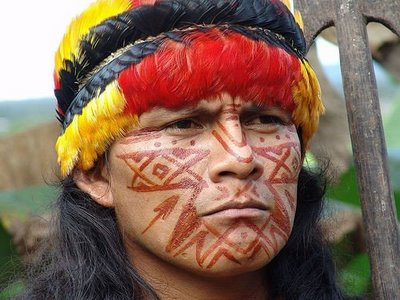
Traditioneller Shuar mit Federschmuck und Gesichtsbemalung

Die Shuar sind ein indigenes Volk, das im Amazonastiefland östlich der Anden in Ecuador beheimatet ist. Shuar ist in ihrer Sprache das Wort für „Menschen“. Von Shuar-Verbänden vorgenommene Schätzungen geben an, es gebe 110.000 Shuar in etwa 668 Dorfgemeinschaften (1998). Andere Quellen gehen von mindestens 40.000 Shuar in Ecuador aus. Die Sprache der Shuar wird der Sprachfamilie der Jívaro-Sprachen zugeordnet, unter denen sie die verbreitetste ist.

## Siedlungsgebiet

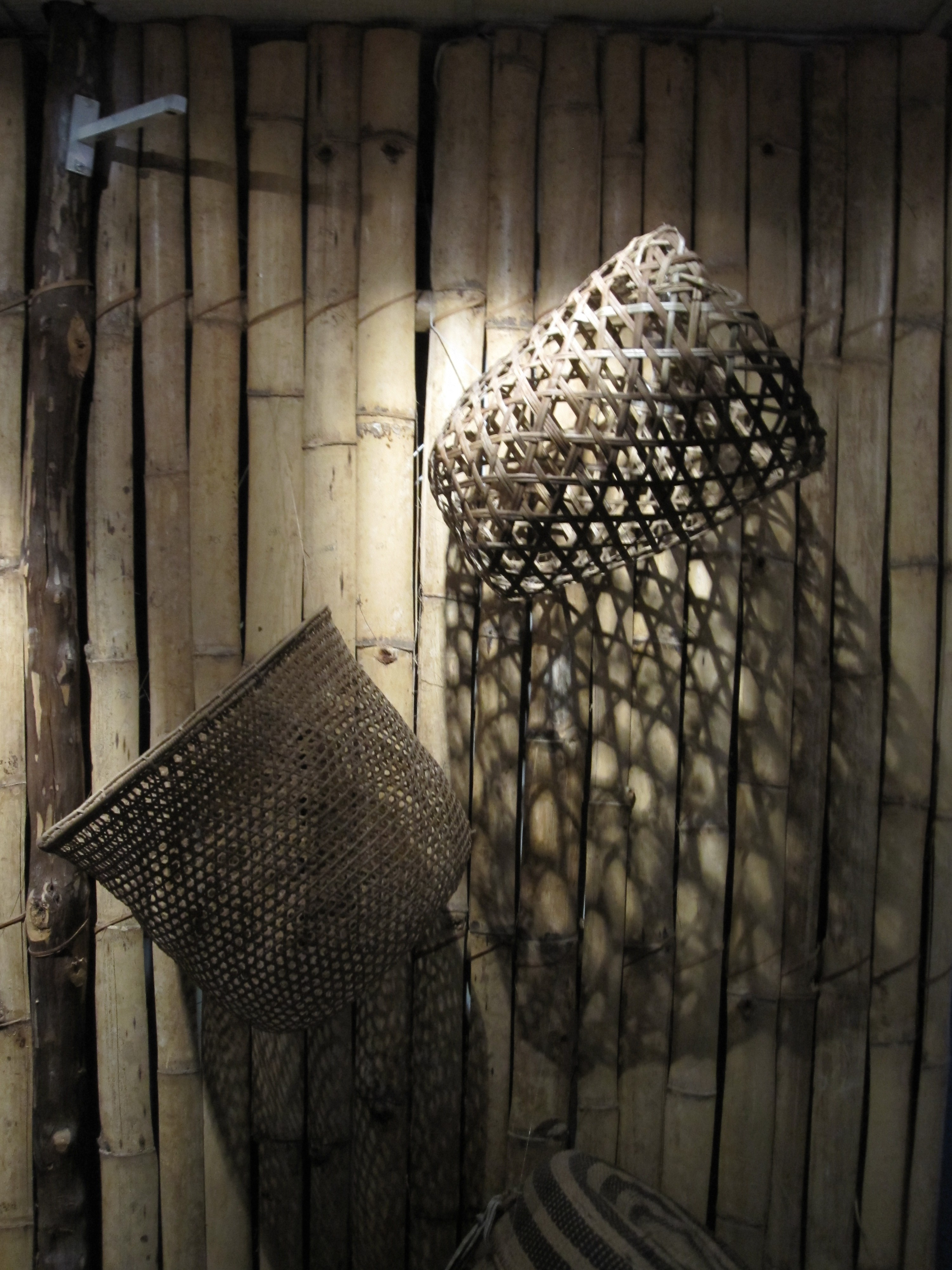
Körbe der Shuar

Die ursprünglich von den Shuar bewohnten Gebiete, die noch immer ihr Hauptsiedlungsgebiet bilden, befinden sich zwischen der Kordillere der Anden im Westen und den Flussläufen des Río Pastaza, des Río Upano und des Río Zamora sowie Teilen des Flusssystems des Río Morona. Dieses Gebiet umfasst Teile der ecuadorianischen Provinzen Morona Santiago, Zamora Chinchipe und Pastaza. Damit leben die Shuar im höhergelegenen Teil des Amazonastieflandes im Bereich der Andenvorgebirge auf einer Höhe von etwa 500 bis 1000 m. Man unterscheidet drei große Gruppen, die Muraya Shuar („Menschen der Berge“), die im Tal des Upano leben, die Untsuri Shuar („zahlreiche Menschen“) zwischen den der Cordillera del Cóndor und ihrer Fortsetzung Cordillera de Cutucú und die Pakanmaya Shuar aus dem Gebiet jenseits der Cutucú-Kordillere.
Die nächsten Nachbarn und sprachlich engsten Verwandten der Shuar sind die Achuar und Shiwiar sowie die Aguaruna. Die Achuar und Shiwiar leben im feuchteren, tieferen Teil des ecuadorianischen Amazonastieflandes, die Aguaruna jenseits der Grenze Ecuadors in Peru.

## Geschichte

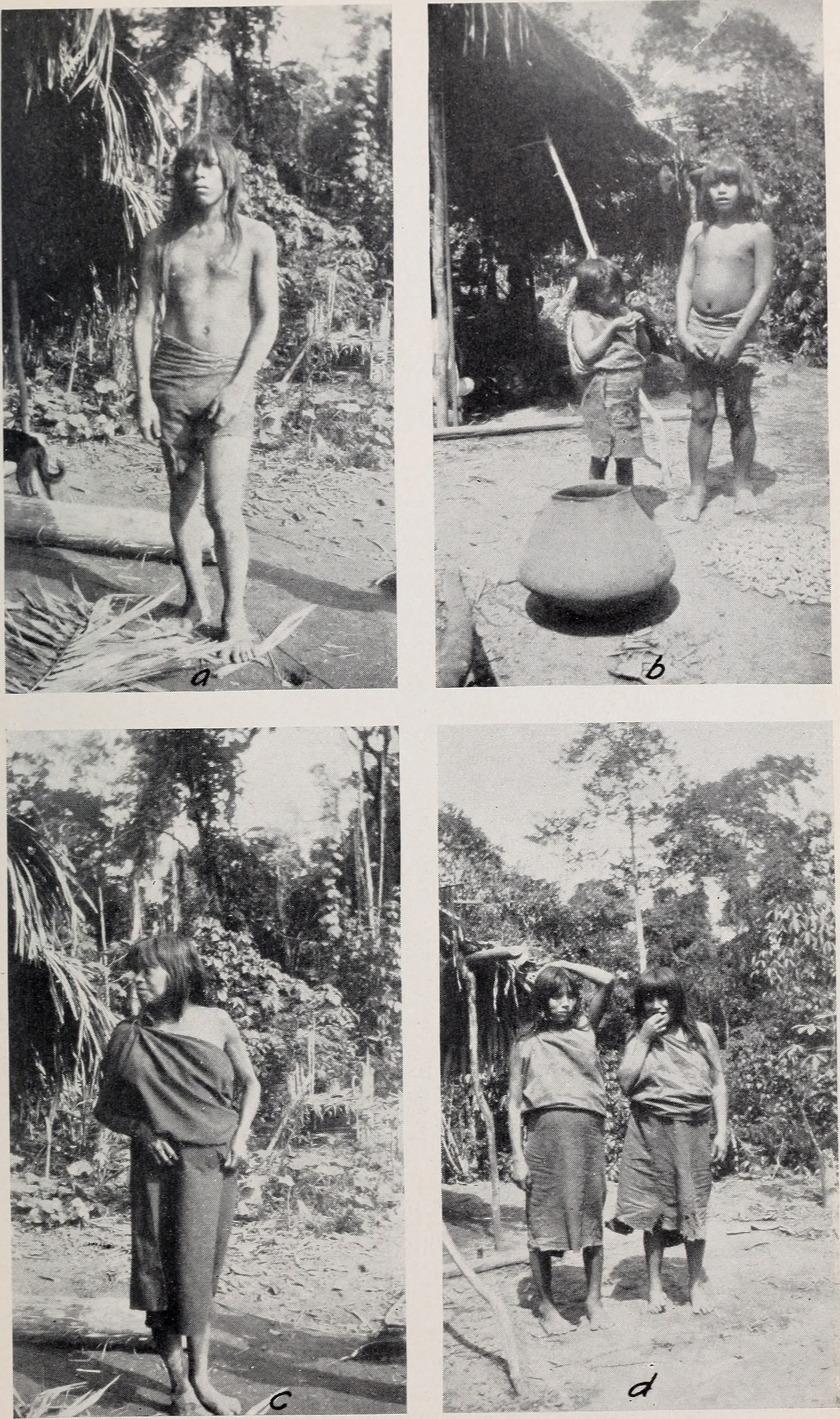
Fotos von Jivaro-Indianern (1901)

### Herkunft
Die genaue Herkunft der Shuar ist nicht bekannt. Einige Autoren glauben, die Shuar seien aus der Verschmelzung von Angehörigen Arawak-sprachiger Bewohner des Amazonasgebiets mit aus dem Andenraum stammenden ursprünglich Puruhá-sprachigen Gruppen entstanden. Die Shuar scheinen ursprünglich den Palta angehört zu haben, die in der heutigen ecuadorianischen Provinz Loja lebten und vor der militärischen Ausbreitung des Inkareiches Ende des 15. Jahrhunderts nach Osten auswichen.

### Eroberungsversuche durch Inka und Spanier
Dieses Gebiet im Osten der Andenkordillere wurde weder vom Inka-Reich noch von den spanischen Conquistadoren dauerhaft beherrscht. Um 1490 wurden die Inka zurückgeschlagen und 1549 sorgten die Shuar für das Scheitern des ersten spanischen Vordringens. Nachdem die Spanier eine Zeit lang eine zunehmend ausbeuterische Herrschaft ausübten, eroberten und vernichteten die Shuar unter Führung von Quiruba 1599 die spanischen Siedlungen Logroño de los Caballeros und Sevilla de Oro und richteten den spanischen Gouverneur hin. Dies bedeutete das Ende von Kolonisierungsbemühungen und führte zum weitgehenden Abbrechen der Kontakte zwischen Shuar und der spanischen Herrschaft bis weit ins 19. Jahrhundert hinein.
Die Shuar gingen daraufhin vor allem als ein „barbarisches“ Volk in die Geschichte und Legenden ein, das aus den abgeschnittenen Köpfen besiegter Gegner in einem Ritual auf geheim gehaltene Art Schrumpfköpfe machte.

### Missionierung seit dem 19. Jahrhundert
„Ich trinke aus zwei Flüssen“

Am Ende des 19. Jahrhunderts unternahmen Jesuiten den erneuten Aufbau von Missionsstationen im Gebiet der Shuar. Außerdem kamen zunehmend arme und landlose Ecuadorianer aus dem Andenhochland als Siedler in die tiefergelegenen Gebiete. Die Shuar nahmen friedliche Handelsbeziehungen zu den Siedlern auf und überließen ihnen Land im Tausch gegen Güter. Sie begannen, ihre Kinder auf Missionsschulen zu schicken, um sie die spanische Sprache erlernen zu lassen. Die ecuadorianische Regierung richtete während der ersten Präsidentschaft von José María Velasco Ibarra 1935 ein „Schutzgebiet“ (reserva) für die Shuar ein, um unter anderem den Landerwerb von Neusiedlern einzuschränken, und übertrug den Missionaren des katholischen Ordens der Salesianer Don Boscos Kontrolle und Rechtsprechung in dem Gebiet, wobei jedoch Nicht-Shuar-Siedler und zwei evangelische Missionen ausgenommen wurden. Die Missionstätigkeit wurde seit den 1960er Jahren durch Evangelikale deutlich verstärkt.
Die Missionare waren überwiegend erfolgreich in der Verwirklichung ihrer Ziele zur Akkulturation der Shuar. Sie brachten ihnen die spanische Sprache bei, konvertierten sie (offiziell) zum Christentum und wirkten auf die Aufgabe von Kriegsführung und Schrumpfkopf-Herstellung hin. Ebenso bewirkten sie einen Wandel der Haltung zu den Pubertätsritualen (siehe unten) und die zunehmende Einbindung der Shuar in marktwirtschaftliche Zusammenhänge. In der Frage der Annahme von Monogamie anstelle der praktizierten Polygamie waren sie weitgehend, aber nicht vollständig erfolgreich.
Der Einfluss des Christentums hat die indigene Religion der Shuar zwar grundlegend verändert (→ Synkretismus), aber weder verdrängt noch zerstört. Es hat die Menschen allerdings in eine ambivalente Glaubenskrise gestürzt. Die katholische indigene Kirche betont die Kontinuität zwischen der indigenen Religion und dem Christentum und übernimmt die althergebrachte Mythologie. Vertreter dieser Konfession integrieren indigene Elemente wie Symbole, Feste oder Mythen in ihre christliche Praxis. Die evangelikale indigene Kirche hingegen geht mit einer solchen Integration anders um. Der Übertritt in die andere Religion bedeutet stattdessen einen radikalen Wandel. Die evangelikalen Christen verstehen sich zwar noch immer als Shuar, doch hier sind Arutam – die göttliche Kraft der traditionellen Mythologie – und der christliche Gott verschieden, während sie bei den autochthonen Katholiken gleichgesetzt werden. Es ist davon auszugehen, dass der Einfluss des Christentums vom unzugänglichen Amazonas-Tiefland im Osten nach Westen ins infrastrukturell erschlossene Andenhochland zunimmt.

### Siedlungsbildung und Geschichte seit den 1960er Jahren

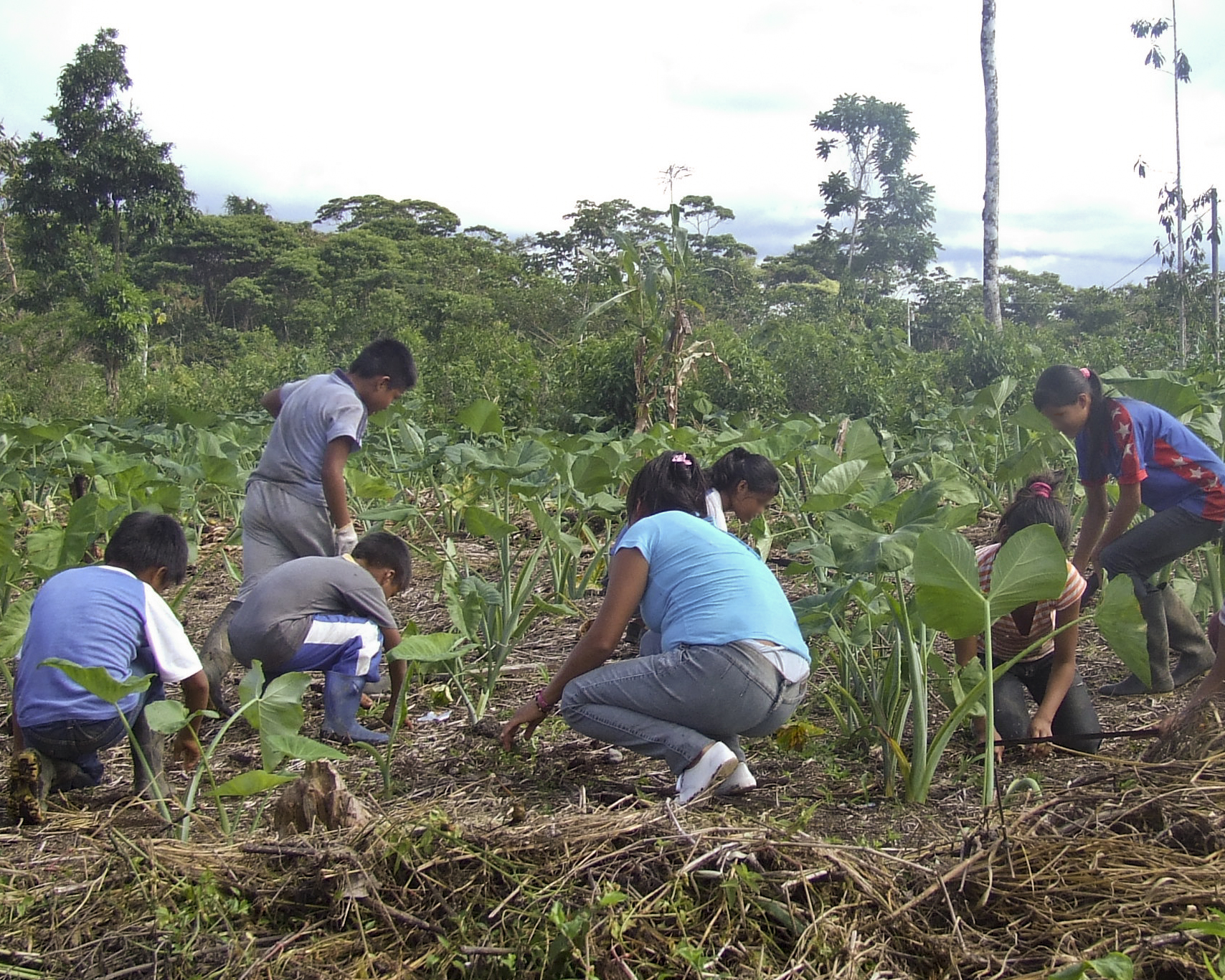
Shuar-Frauen und -Kinder im Bergregenwald von Ecuador kultivieren ein geschwendetes Feld mit Papachina (Xanthosoma sagittifolium). Der traditionelle Anbau wird jedoch mehr und mehr durch gekaufte Lebensmittel ersetzt.

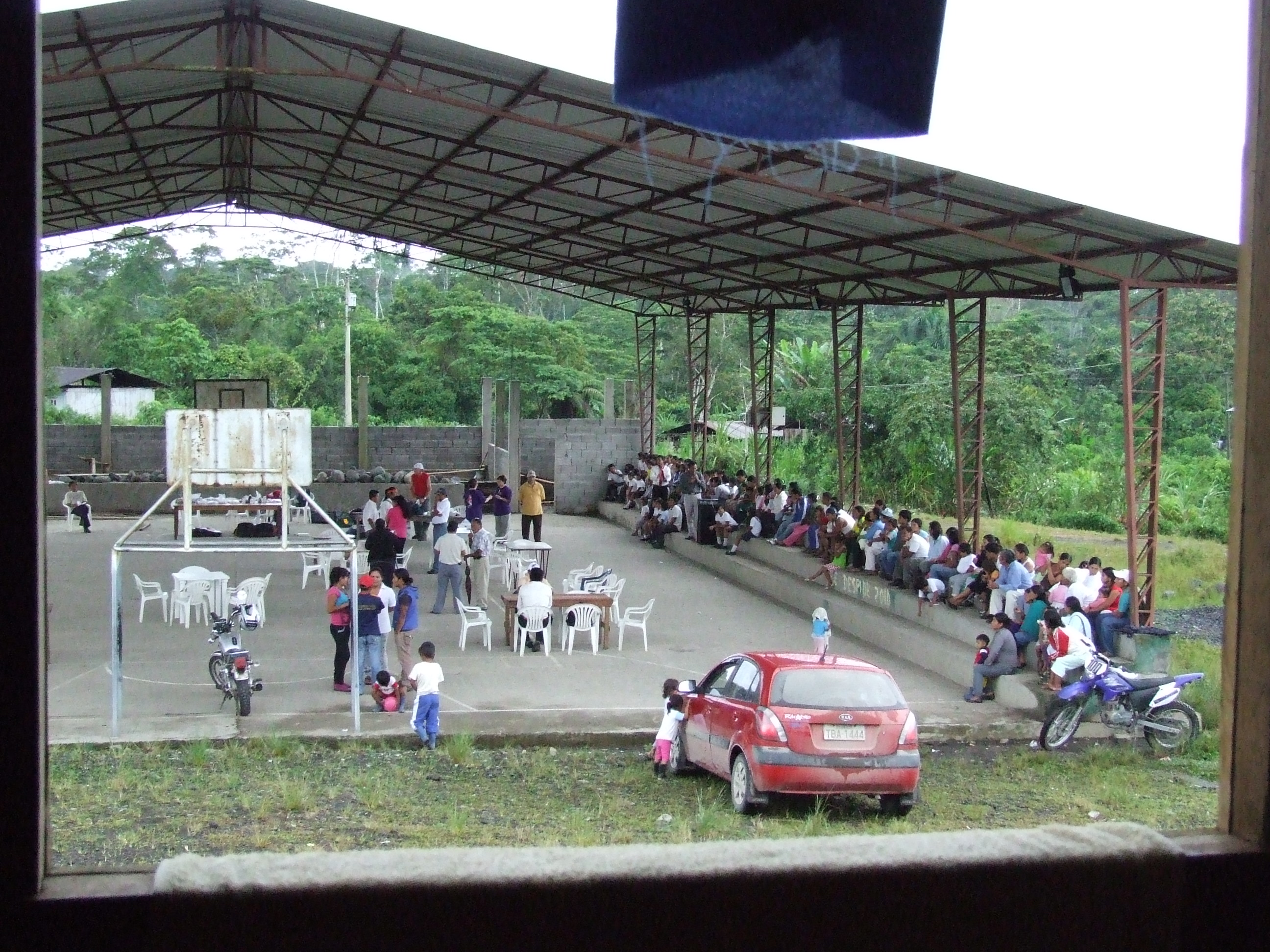
Versammlungsort auf einem Dorfplatz einer Shuar-Communidad

Bis in die 1950er Jahre verloren die Shuar einen bedeutenden Teil ihres ursprünglichen Territoriums an Siedler. Zu jener Zeit gaben sie ihren semi-nomadischen und von Streusiedlung geprägten Lebensstil (siehe unten) auf und begannen kleine Siedlungen von fünf bis dreißig Familien zu bilden, die mit dem spanischen Wort für „Zentren“, centros, bezeichnet werden. Diese Zentren erleichterten den missionarischen „Zugriff“ auf die Shuar und bildeten gleichzeitig die Grundlage für Shuar-Petitionen an die ecuadorianische Regierung, um Landrechte zu erhalten. Im Gegenzug für Landrechte versprachen die Shuar seinerzeit, den Regenwald in Weiden zu verwandeln, um Rinder zu züchten, die über Darlehen der Regierung gekauft würden.
In den 1960er Jahren unterstützten Salesianer-Pater die Shuar bei der Bildung eigener Interessenorganisationen. 1964 entstand so die Federacíon Interprovincial de Centros Shuar-Achuar (dt. „Provinzübergreifender Bund der Shuar- und Achuar-Zentren“; heute Federacíon Interprovincial de Centros Shuar, abgekürzt FICSH). Der Bund ist demokratisch und hierarchisch organisiert; die meisten seiner Funktionäre werden vom ecuadorianischen Staat finanziert. 1969 unterzeichnete der Shuar-Bund ein Abkommen mit der ecuadorianischen Regierung, die ihm die Rechtsprechung im „Schutzgebiet“ übergab. Der Shuar-Bund übernahm die Aufgaben der Salesianer in den Bereichen Schulbildung, Einwohnererfassung und Landrechte. Die weitergehende Förderung der Rinderzucht und anderer bestehender Programme wirkten auf die weitere Einbindung der Shuar in marktwirtschaftliche Zusammenhänge hin; außerdem bewirkten sie zunehmende Abholzung des Regenwaldes, was inzwischen als Fehler erkannt wurde. Seit dem Abkommen hat sich der Shuar-Bund verschiedentlich ausdifferenziert. Inzwischen gibt es unter anderem einen eigenen Bund der Achuar. Die verschiedenen Gruppen pflegen aber noch immer guten Umgang miteinander.
Als Ergebnis der Arbeit des Shuar-Bundes verfügen die Shuar als Volksgruppe über ein starkes Identitätsbewusstsein. Die meisten Shuar identifizieren sich darüber hinaus mit dem ecuadorianischen Staat, und nicht wenige Shuar nehmen am politischen Leben aktiv teil. Viele von ihnen dienen auch in der ecuadorianischen Armee, die sich eine Zeit lang den Ruf der Shuar aus dem 19. Jahrhundert als „gewalttätige Wilde“ zu Nutze machte und Shuar-Eliteeinheiten bildete (die allerdings von Nicht-Shuar befehligt wurden). Diese Einheiten zeichneten sich besonders im zum Großteil in Shuar-Siedlungsgebieten ausgetragenen Cenepa-Krieg aus, einem Grenzkrieg zwischen Ecuador und Peru im Jahr 1995.

### Konflikte seit 2000
Seit der Jahrtausendwende ist Ecuadors Regierung bestrebt, die Ausbeutung der Bodenschätze der Provinz Morona-Santiago voranzutreiben. Dazu wurden unter anderem Bergbaukonzessionen an chinesische Unternehmen vergeben. China hat Ecuador Milliardenkredite für den Bau von Staudämmen und Straßen gewährt und fordert dafür nicht nur 80 Prozent der Ölproduktion Ecuadors. So hat das chinesische Unternehmen ExplorCobres 410 km² Land in der Provinz erworben, um eine Kupfermine zu eröffnen. Da die Hälfte des Gebietes angestammtes Shuar-Land ist und keinerlei Abstimmung mit den Indigenen erfolgte, wehren sich die Einheimischen gegen das Projekt.
2006 vertrieben die Shuar Mitarbeiter des Unternehmens aus ihren Camps und von einem Wasserkraftwerk, das zur Stromversorgung gebaut worden war. Gleichzeitig wurde ein Netzwerk gegen den Bergbau zusammen mit anderen indigenen Völkern Ecuadors aufgebaut. Der massive Widerstand veranlasste die neu gewählte Correa-Regierung 2007 zum Erlass eines landesweiten, sogenannten „Bergbaumandates“, durch das Konzessionen beendet wurden, bei denen weder eine Umweltverträglichkeitsprüfung noch eine Berücksichtigung der angestammten Ethnien stattgefunden hatten und das vorläufig neue Konzessionen verhinderte. Das Mandat wurde jedoch im Laufe der zehnjährigen Regierungszeit Correas immer weiter abgeschwächt und umgangen. Presseberichten zufolge „wandelte sich die Regierung zur enthusiastischen Verfechterin des Megabergbaus“, die mit neuen Konzessionen ausländischen Betreibern erhebliche territoriale Rechte einräumte.
Der Widerstand der Indigenen wurde zunehmend kriminalisiert. 2016 kam es in der Kommune Nankints zur gewaltsamen Räumung und Zerstörung des Ortes mit Hilfe der Armee, die von den 200 Bewohnern mit Gegenangriffen beantwortet wurde. Da die vorgeschriebene Abstimmung mit den Shuar im Vorfeld nicht stattgefunden hatte, war die Aktion unrechtmäßig. Bei den nachfolgenden schweren Auseinandersetzungen wurden mehrere Soldaten und Polizisten verwundet; ein Polizist kam ums Leben. Auf die Klärungsversuche des indigenen Dachverbandes CONFENIAE und der Umweltorganisation Acción Ecológica ging die Regierung nicht ein. Stattdessen eskalierte der Konflikt: Mehrere Anführer der Shuar wurden verhaftet, Acción Ecológica wurde angeklagt und über die Provinz wurde der Ausnahmezustand verhängt.

## Sprache

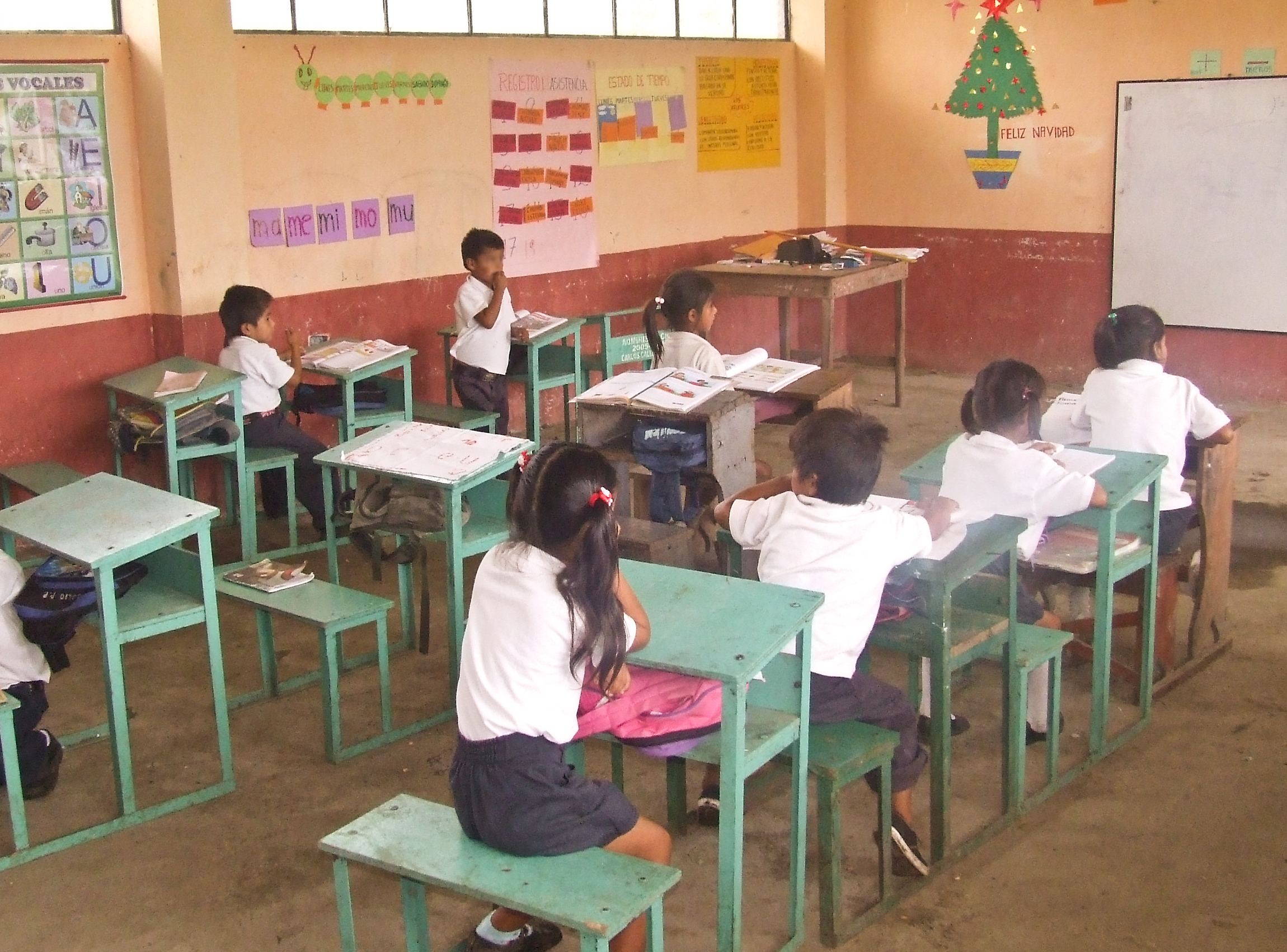
Shuar-Grundschüler. Die meisten Dörfer verfügen über eine eigene Schule, in denen vorwiegend auf Spanisch unterrichtet wird. Die Bildungschancen sind im Vergleich zu den übrigen Ecuadorianern dennoch schlecht.

Die Sprache der Shuar, das Shuar chicham, gehört zur von Rafael Karsten 1935 benannten Sprachfamilie der Jívaro-Sprachen, zu der neben dem Shuar auch die Sprache der Achuar-Shiwiar, der Aguaruna (das Awajún) und der Huambisa (Hívaro-Kawapana) in Peru gehören. Einige Autoren bilden eine Jívaro-Kandoshi-Familie unter Einschluss der Sprachen der ebenfalls im heutigen Peru beheimateten Sprachen Shapra bzw. Murato.
Shuar nennen die Sprecher des Spanischen apach und Nicht-Shuar-Sprecher, die kein Spanisch sprechen, inkis. In Europa und seinen ehemaligen Kolonien wurden die Shuar lange als Jívaro oder Jíbaro bezeichnet. Dieses Wort stammt wahrscheinlich von der spanischen Schreibung des Wortes „Shuar“ aus dem 16. Jahrhundert, hat aber im Laufe der Zeit eine Bedeutungswandlung in Richtung von „wild“ erfahren. Die meisten Shuar verstehen es als Beleidigung, keinesfalls als Selbstbezeichnung. Dennoch lebt die Bezeichnung Jívaro in durch ältere Reiseberichte beeinflussten Darstellungen weiter, die ebenfalls die Herstellung der tzantzas (Schrumpfköpfe) hervorheben, welche heute nicht mehr praktiziert wird.

## Sozialorganisation und Wirtschaft

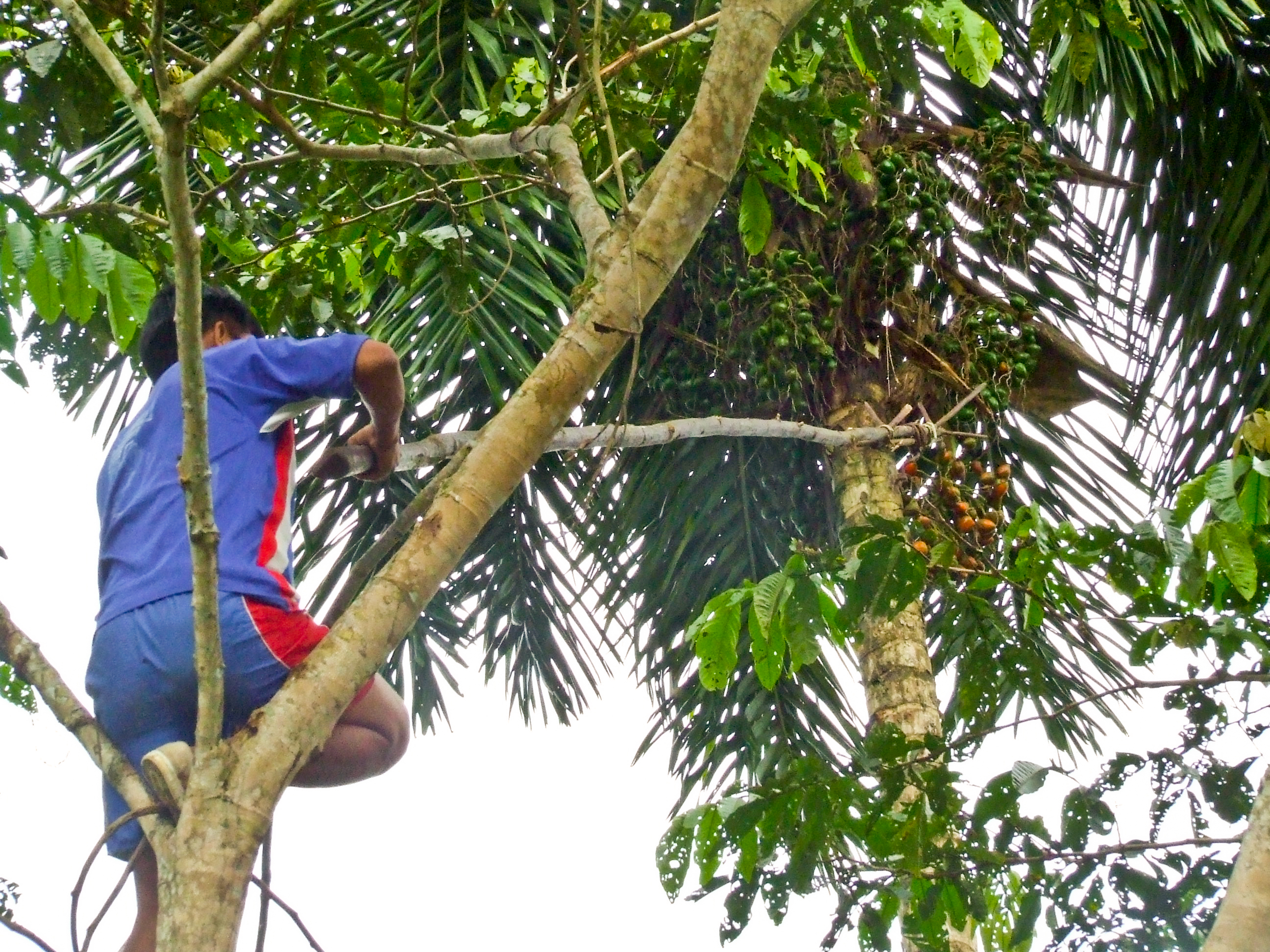
Shuar erntet Chonta, die Früchte der Pfirsichpalme

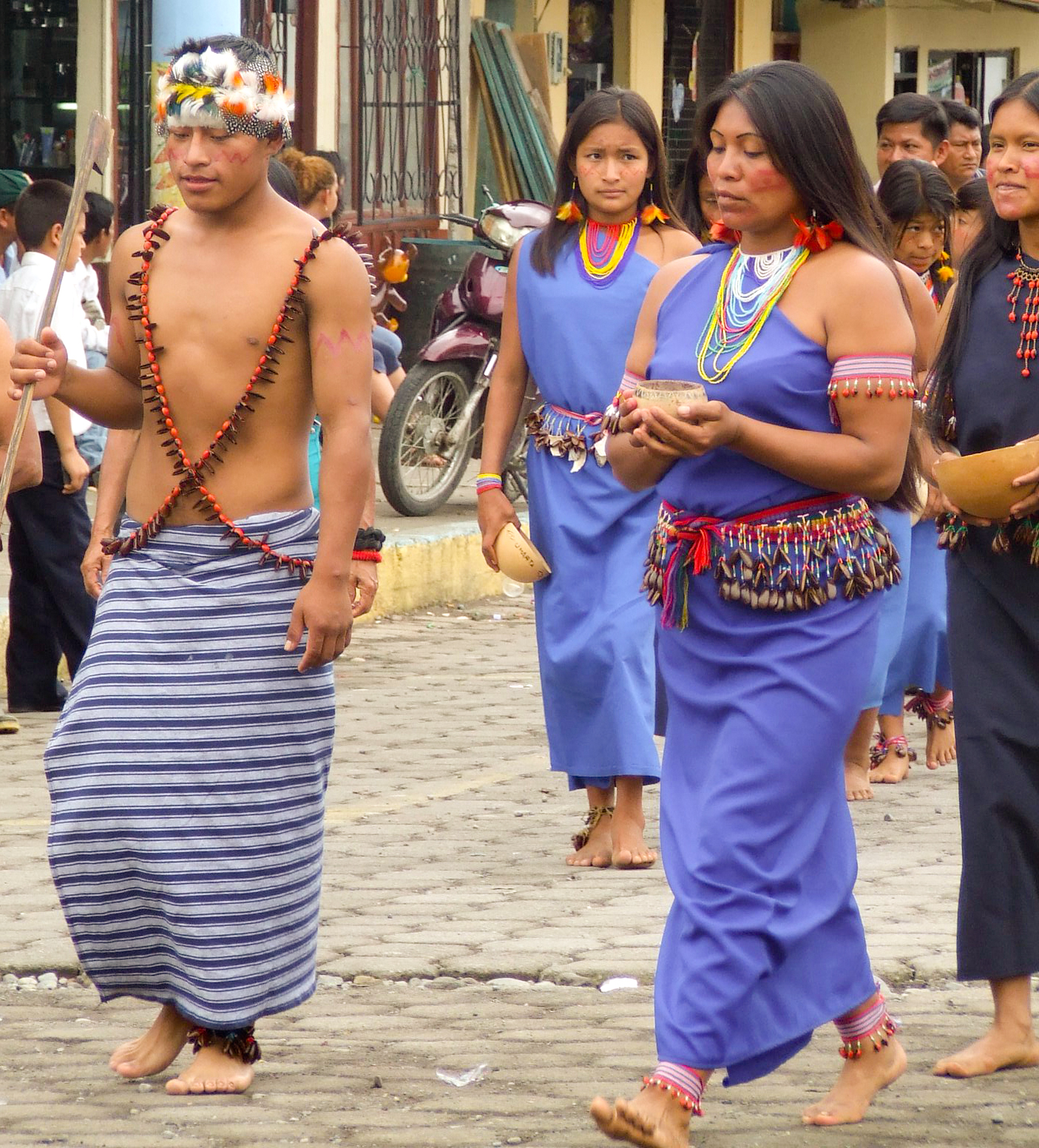
Festumzug der Shuar zum Jubiläum des Ortes Huamboya (Ecuador)

Seit der Zeit vor ihrem ersten Kontakt mit Europäern im 16. Jahrhundert bis zur Bildung des Shuar-Bundes in den 1950er und 1960er Jahren lebten die Shuar als Halbnomaden in Einzelhaushalten, die weit über den tropischen Regenwald verteilt waren. Die Haushalte waren durch lose Verwandtschafts- und Verschwägerungsbeziehungen verbunden, während institutionalisierte Verwandtschaftsgruppen und politische Organe nicht vorhanden waren. Der Mittelpunkt des Lebens der Shuar war ein weitgehend autonomer Haushalt, der aus einem Mann, seinen Frauen (meist zwei), unverheirateten Söhnen und Töchtern bestand. Nach ihrer Heirat verließen Söhne üblicherweise den väterlichen Haushalt, während Schwiegersöhne hinzuzogen. Männer jagten und Frauen betrieben Feldbau.
Die Wirtschaftsweise der Shuar basiert traditionell auf dem Wanderanbau von Knollenfrüchten, ergänzt um Jagd, Fischerei und das Sammeln von Früchten und Insekten. Die Shuar betrieben traditionell Brandrodung. Sie bauen Maniok, Tannia oder Yams, Süßkartoffeln, Erdnüsse, Mais, Pfirsichpalmen und Bananen an. Das Kultivieren der Parzelle ist ebenso wie die Ernte, Sammeltätigkeiten, Kochen und das Zubereiten der Chicha traditionell Aufgabe der Frauen. Die Männer jagen und fischen. In der Gegenwart sind Jagdgebiete in vielen Gegenden Weideland für Viehzucht gewichen. Damit geht die zunehmende Auszehrung des Bodens einher und ein Abnehmen der verfügbaren Landfläche für seminomadische Lebensformen. Dies war ein weiterer Grund für das Sesshaftwerden, das auch von den sozioökonomischen Rahmenbedingungen angezeigt war (s. Geschichte).
Die Ansiedlungen der Shuar waren traditionell weit verstreut und nach Verwandtschaftszugehörigkeit in Zonen eingeteilt. Die Familiengehöfte waren für größere Feste mit der Verwandtschaft ausgelegt. Die Besiedlung ihres Gebiets und die Missionierung haben die Shuar aber im 20. Jahrhundert dazu gebracht, sich in kleinen Gemeinschaften mit der Bezeichnung centros (spanisch für „Zentren“) niederzulassen. Die centros erleichterten ursprünglich die Missionierung, wurden aber auch zum Mittel in der Verteidigung von Landansprüchen der Shuar gegen Neusiedler.
Die derzeitige politisch-administrative Struktur folgt dem System des Shuar-Bundes und anderer Organisationen wie der FINAE (Federación Interprovincial de Nacionalidad Achuar del Ecuador), OSHE (Organización Shuar del Ecuador), FIPSE (Federación Independiente de Pueblo Shuar de Ecuador) und CISAE. Die Basiseinheiten sind heute die „Shuar-Zentren“, die sich um eine Gemeinschaftszone gruppieren, die der zentrale Platz bildet, an dem sich Schulen, Kapellen, medizinischer Posten, Spielplätze und Gemeinschaftsräume befinden. Das Gebiet eines Shuar-Zentrums richtet sich nach der Anzahl der in ihm organisierten Familien und wird von der zuständigen Obrigkeit anerkannt bzw. festgelegt.
Besonders für die Bildungsarbeit besitzen die Shuar eigene Radiosender.

## Traditioneller Glaube und Kultur

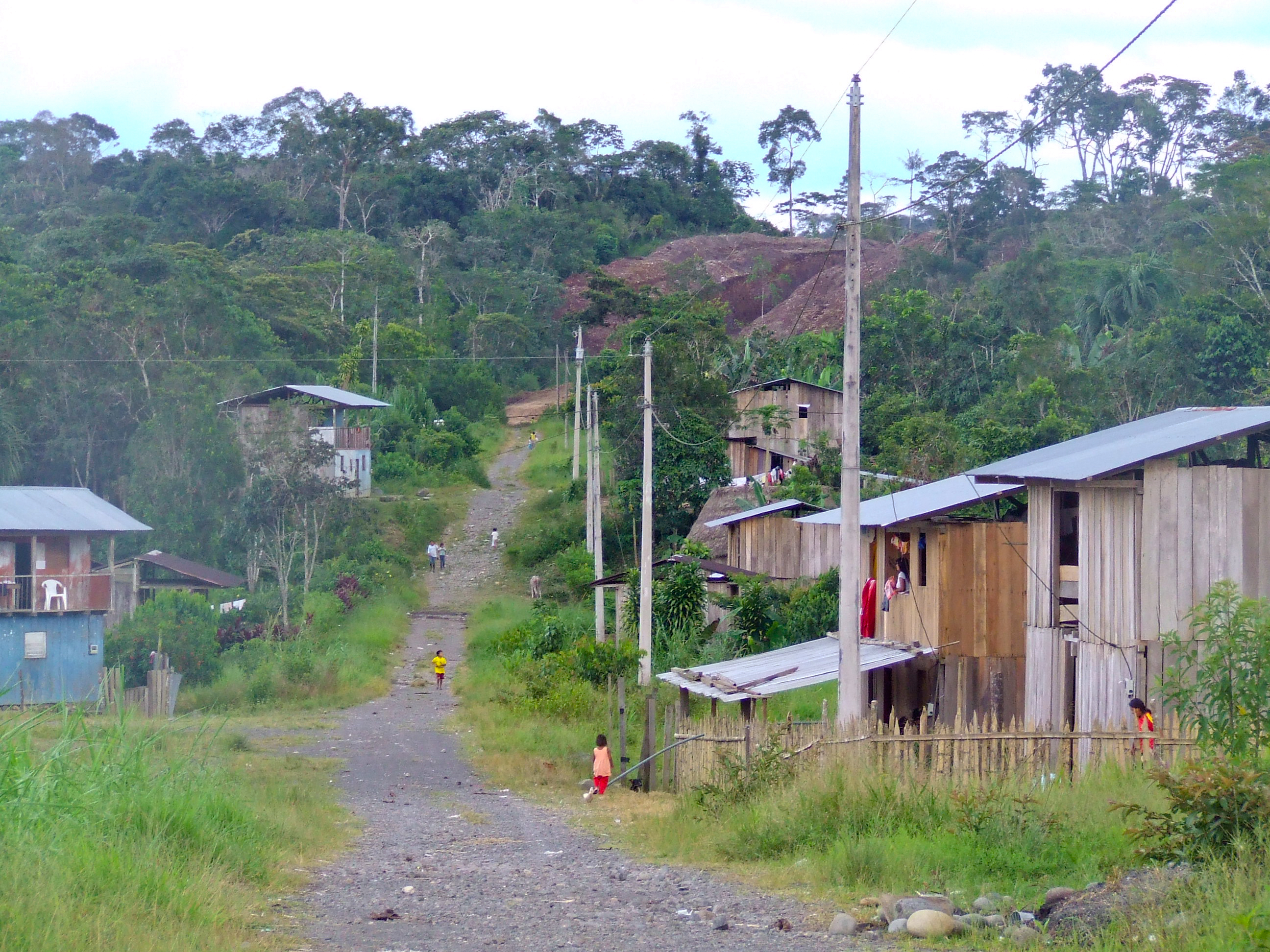
Typisches Shuar-Dorf im Anden-Hochland

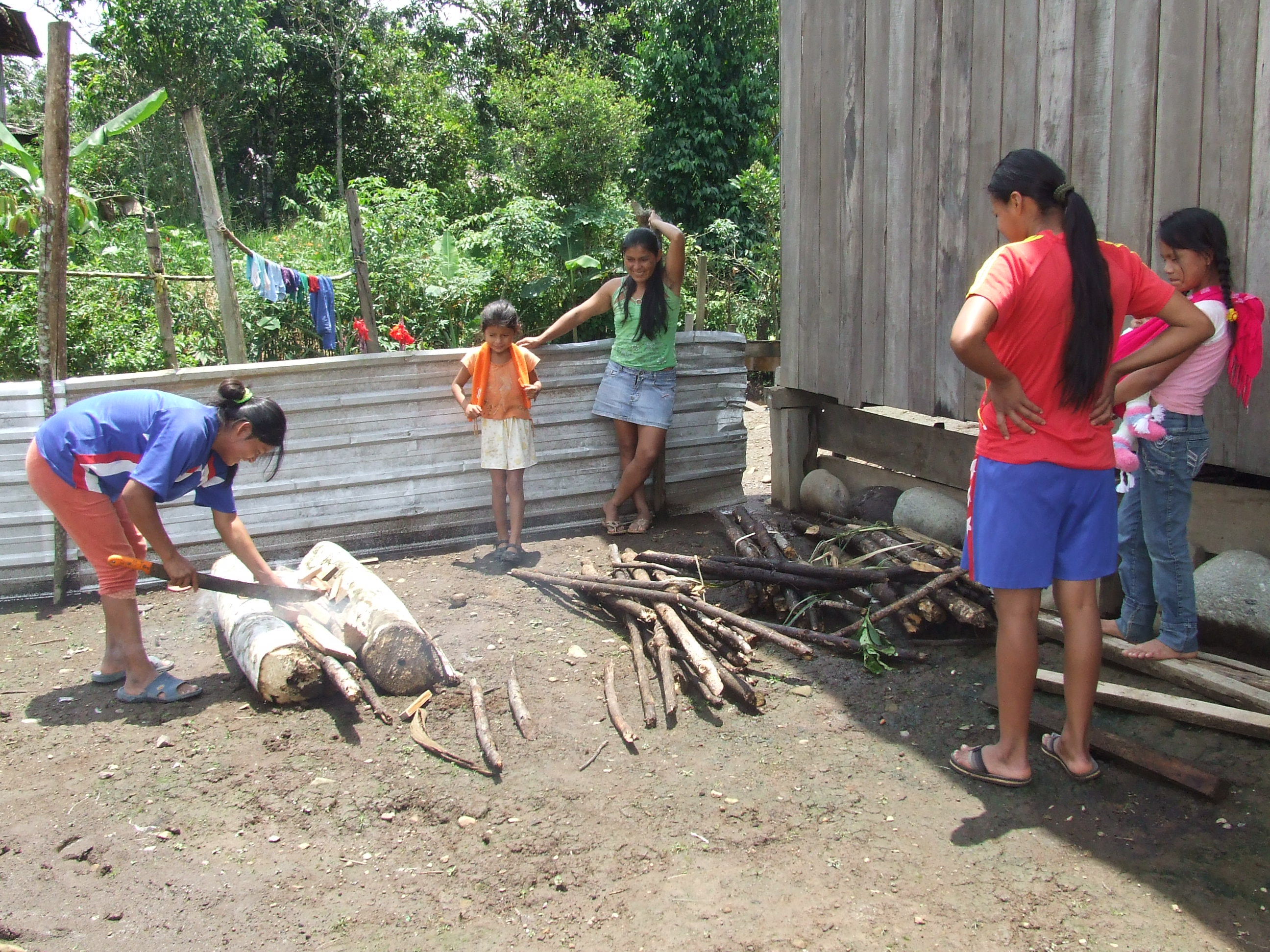
Das Leben in den Comunidades, die Straßenanbindung haben, ist heute eine Mischung aus traditionellem und modernem Leben

### Mythologie und Religion

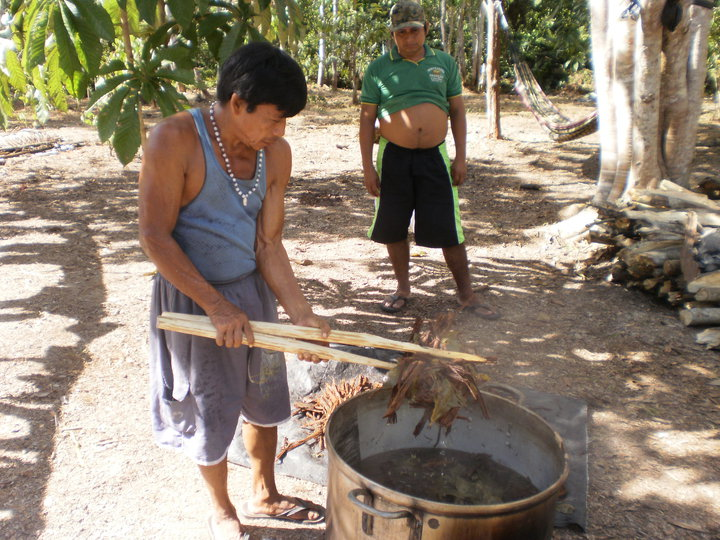
Herstellung von Ayahuasca

Die traditionelle Kultur der Shuar ist vom ursprünglichen Urwald ihres Siedlungsgebiets geprägt. Ihre Mythologie ist der Natur und den Gesetzen des Universums eng verbunden und kennt eine breite „Palette“ (gama) von höheren Wesen, die mit Phänomenen wie der Schöpfung der Welt, dem Leben, dem Tod und Krankheiten in Verbindung gebracht werden. Die wichtigsten unter ihnen sind Etsa als Verkörperung des Kampfes von Gut und Böse (Iwia), Shakaim als Kraft und Fertigkeit für die Arbeit der Männer und Tsunki als oberstes Wesen des Wassers, das die Gesundheit bringt. Nunkui, die Erdgöttin, sorgt für die Fruchtbarkeit der Erde (Nunka) und der Frau. Die Macht über das Pflanzenwachstum im Garten- und Feldbau wird Nunkui zugeschrieben, die auch den Shuarfrauen das Säen beibrachte. Nunkuis Macht muss aber über Riten gerufen werden, die die Wachstumskräfte in die Gegenwart rufen, damit die Erde ihre Früchte hervorbringt. Die Shuar glauben, dass der Regenwald von Geistwesen erfüllt ist, die in Wasserfällen und an den Flussufern wohnen.
Die reife Frucht der Chonta-Palme (Bactris gasipaes) repräsentiert den Mythos von Uwi. Er weist auf die reiche Jahreszeit im Urwald hin. Bei der Ernte der genannten Früchte werden Rituale mit Bitten an Uwi begangen. Die Shuar bitten, er möge die Chicha fermentieren, den Tieren Fruchtbarkeit geben und ebenso den Menschen. Die zeremonielle Feier dieser Riten soll zur Erfüllung der Bitten führen, ihr Unterlassen zu Nahrungsmangel und Tod.
Die traditionelle spirituelle Welt der Shuar war zyklisch. Sie glaubten nicht an das Ende des Menschen, sondern daran, dass nach Geburt und Ende eines Lebens kein dauerhafter Todeszustand eintritt. Die spirituelle Entität Arutam, wurde nach dem Lebensende von einem anderen empfangen, der sein Sohn oder Enkel sein konnte, und mit dem er einen weiteren Lebenszyklus verbrachte, was sich unendlich fortsetzte. Arutam galt früher als zentrale geistige Entität für junge Männer, da sie ihnen mehr Stärke und Potenz geben soll. Die Shuar glaubten, dass derjenige, der einen Arutam besitzt, nicht an ansteckenden Krankheiten sterben kann. Sie unternahmen daher ab dem sechsten bis achten Lebensjahr die Suche nach Arutam im Urwald (siehe Männlichkeitsrituale).
Die Shuar glaubten vor der Christianisierung nicht an natürlichen Tod, obwohl sie anerkennen, dass gewisse ansteckende Krankheiten wie Masern und Scharlach, die durch den Kontakt mit Europäern übertragen wurden, tödlich wirken. Die Shuar kämpften vor allem mit Speeren und Blasrohren, glaubten aber wie viele Völker der Amazonasregion, dass sie auch durch unsichtbare Pfeile – Tsentsak – getötet werden können. Unerklärliche Tode wurden daher auf einen Tsentsak zurückgeführt. Tsentsak gelten als belebt, aber nicht selbständig handelnd. Besonders die Uwishin genannten Medizinmänner sollten Tsentsak besitzen und kontrollieren. Tsentsak mussten von anderen Medizinmännern käuflich erworben werden. Um einen Tsentsak zu kontrollieren, muss ein Uwishin Natem (aus der Lianenart Banisteriopsis caapi; siehe auch Ayahuasca) einnehmen. Es dient als Trancemittel, um in die Welt der Geister zu reisen. Viele Shuar glauben auch heute noch, dass Krankheiten verursacht werden, wenn jemand einen Uwishin anheuert, einen Tsentsak in den Körper eines Feindes zu schießen. Solche Aktionen geschehen im Geheimen und Medizinmänner werden kaum zugeben, sie ausgeführt zu haben. Wenn jemand krank wird, kann er sich für Diagnose und Heilung an einen Uwishin wenden.
Medizinmänner wirkten bei den Shuar traditionell nicht nur als Mittler zur übernatürlichen Welt, sondern auch als Anführer, denn sie nahmen in deren Hierarchie eine hohe Stellung ein. Sie hatten Schutzgeister in Tiergestalt. Es gab „gute“ und „böse“ Medizinmänner. Entsprechend kann ein Uwishin seine Geisterdiener ausschicken, um jemanden zu verhexen, aber auch, um ihn zu heilen. Neben Ayahuasca benutzen sie auch konzentrierten Tabaksaft als Stimulans (Nikotin in hochkonzentrierter Form als psychotrope, sehr schnell wirkende Substanz).
Wenngleich der frühere Glaube heute stark vom Christentum überprägt wurde (siehe: #Missionierung seit dem 19. Jahrhundert), haben die alten Mythen nach wie vor eine wichtige Bedeutung im Leben der Shuar.

### Bräuche

#### Schrumpfköpfe (Tsantsas)

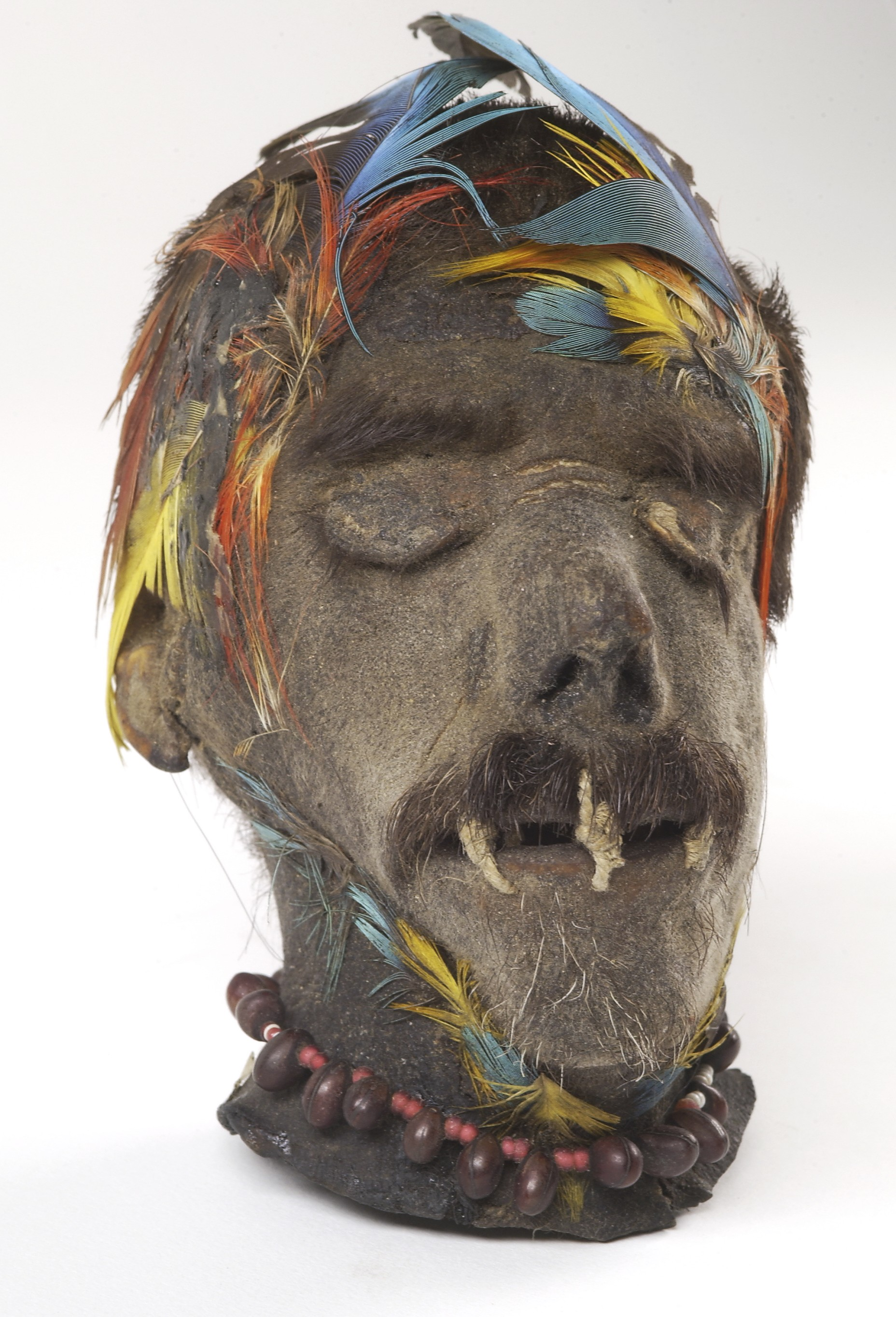
Typischer Shuar/Jivaro-Schrumpfkopf

Im 19. Jahrhundert wurden besonders die Muraya Shuar aus dem Upano-Tal in Europa und Nordamerika für ihre ausgefeilte Praxis, aus den Köpfen von im Kampf getöteten Gegnern (meist Achuar) Schrumpfköpfe, Tsantsas, herzustellen, bekannt. Die Schrumpfköpfe der Shuar wurden von Außenstehenden als Kopfjäger-Trophäen angesehen, während die Shuar darauf bestehen, dass die Köpfe selbst ihnen wenig bedeuten und auch keine Trophäen seien. Sie legten Wert auf die in den und durch die Schrumpfköpfen erhaltene „Seele“, Muisak, des Kämpfers. Shuar-Männer glaubten, dass die Kontrolle der Muisak ihnen ermöglichen würde, die Arbeit ihrer eigenen Töchter und Frauen zu kontrollieren. Da die Frauen Maniok-Wurzeln anbauten und daraus Chicha herstellten, die zusammen den Hauptteil der Nahrungsenergie in der Ernährung der Shuar ausmachten, war die Arbeit der Frauen für das biologische Überleben und das Sozialleben der Shuar äußerst wichtig. Ende des 19. Jahrhunderts begannen Händler europäischer Abstammung mit den Shuar zu handeln und Güter, darunter Feuerwaffen, gegen Schrumpfköpfe zu tauschen. Als Folge entstand einerseits das Bild der Shuar als Kopfjäger in Europa und Nordamerika; andererseits nahm durch die Waffen die Kriegstätigkeit der Shuar verschärfte Züge an und das Stereotyp der „gewalttätigen Shuar“ bekam zusätzliche Nahrung. Heute gefertigte Tsantsas sind nicht aus Menschen-, sondern in der Regel aus Faultierköpfen hergestellt.

#### Männlichkeitsrituale

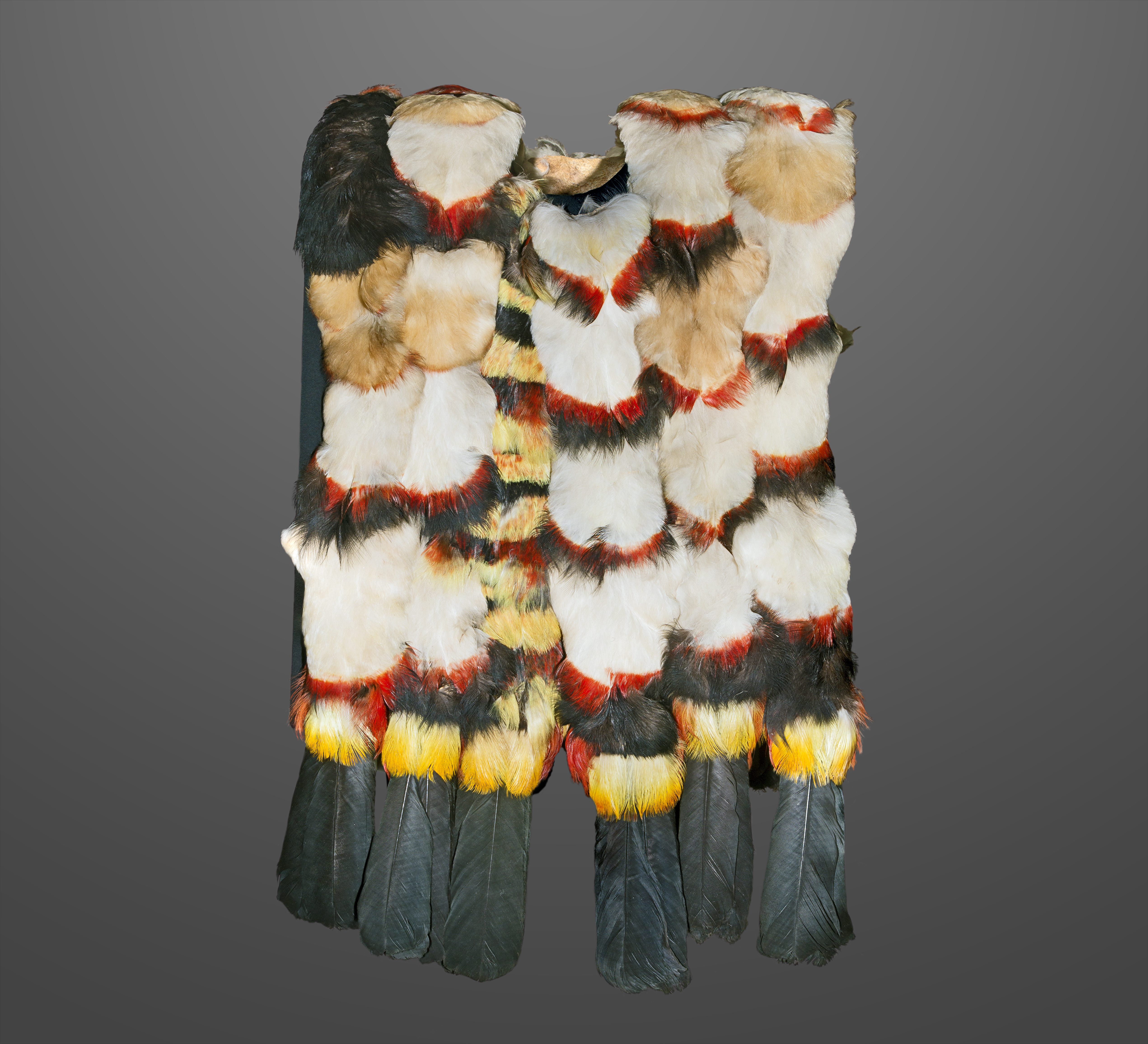
Tunika in Tukan-Feder.

Die Kultur der Shuar war ursprünglich die Kultur einer Kriegergesellschaft. Kernelement war/ist die Initiation der jungen Krieger durch die betreute Halluzination an einem geweihten Wasserfall. Jungen im Alter zwischen etwa sechs und acht Jahren wurden von ihrem Vater oder Onkel auf eine drei- bis fünftägige Reise zu einem nahen Wasserfall mitgenommen, während deren sie nur Tabakwasser tranken. Zu einem bestimmten Zeitpunkt wurde dem Kind dann das Rauschmittel der Baumengelstrompete (Brugmansia arborea), maikua, verabreicht, um ihm kurze Visionen hervorzurufen, die einen Arutam verkörperten. Als Ursprung dieser Visionen galt ein wakaní, der Geist eines Vorfahren. War der Junge tapfer genug, konnte er den Arutam berühren und einen Arútam wakaní in sich aufnehmen. Das würde den Jungen sehr starkmachen, die Aufnahme mehrerer Arútam wakaní sogar unbesiegbar. Die Shuar glaubten allerdings, dass sie einen Arútam wakaní leicht verlieren konnten und wiederholten das Ritual daher mehrfach. Ein Shuar-Kämpfer, der im Leben viele Gegner getötet hatte, erhielt die Bezeichnung Kakáram. Die Shuar glaubten, dass, wenn ein Shuar im Besitz eines Arútam wakaní friedlich starb, er einen neuen wakaní freilasse; wenn er hingegen im Kampf getötet wurde, entstehe ein neuer Muisak.
Auch andere bewusstseinsverändernde Drogen wie Ayahuasca werden in unterschiedlichen Stärkegraden zur Initiation verwendet.
Blutrache, Fehden und Polygamie waren in der Kultur der Shuar verbreitet.